# Pietro Sette
Pietro Sette (Bari, 10 aprile 1915 – Altamura, 1º dicembre 1984) è stato un dirigente d'azienda italiano delle Partecipazioni statali. Ha ricoperto le cariche di presidente dell'EFIM dal 1962 al 1975, dell'Eni dal 1975 al 1979 e dell'IRI dal 1979 al 1982.

## Biografia
In gioventù terzino del Bari, si laureò il 5 novembre 1937 in Giurisprudenza con una tesi in diritto commerciale. Politicamente vicino alla Democrazia Cristiana, fu amico personale di Aldo Moro. Allievo e assistente di Alberto Asquini, nel dopoguerra si interessò in particolare ai problemi di riconversione dell'industria bellica, ma rinunciò ben presto alla carriera universitaria per dedicarsi interamente all'amministrazione di enti pubblici. Nel 1950 fu nominato commissario della Breda, dove intervenne decidendo la chiusura della sezione aeronautica e traghettando l'azienda al nuovo ente statale EFIM. Fu presidente della Carbosarda, altra azienda che entrò a far parte dell'EFIM, alla cui presidenza Sette fu nominato nel 1962 e dove rimase fino al 1975. Dal 1959 al 1974 fu membro del consiglio di amministrazione dell'Eni, dove si adoperò nelle trattative per gli accordi commerciali conclusi con l'Iran.
Nel 1975 fu nominato presidente dell'ENI, in un periodo delicato per l'azienda, che si concluse con il dispendioso salvataggio EGAM. Sette fu particolarmente prudente ed attento agli equilibri di potere, cercando di gestire i contrasti che emergevano all'interno della dirigenza ENI. Nel gennaio 1979 sostituì Giuseppe Petrilli alla presidenza dell'IRI, dove contribuì alla riflessione sulle pratiche di gestione che avevano portato l'Istituto ad accumulare una pesante situazione debitoria ed a richiedere allo Stato fondi per ripianare le perdite; nel settembre 1982 fu sostituito nell'incarico da Romano Prodi. Fratello di Daniele Sette.Padre di Francesco Sette, continuatore del suo eminente studio legale specialista in contrattualistica internazionale e di Alessandro Sette eminente immunologo.
Pietro Sette morì in un incidente stradale il 1º dicembre 1984.